# Villadiego
Villadiego község Spanyolországban, Burgos tartományban. Villadiego Basconcillos del Tozo, Úrbel del Castillo, Huérmeces, Las Hormazas, Tobar, Manciles, Pedrosa del Páramo, Villegas, Sordillos, Villamayor de Treviño, Sotresgudo és Humada községekkel határos. Lakosainak száma 1455 fő (2024).

## Népesség
A település népessége az utóbbi években az alábbiak szerint változott:
| Lakosok száma | 1985 | 1903 | 1840 | 1764 | 1731 | 1621 | 1577 | 1492 | 1484 | 1455 |
|               | 2001 | 2004 | 2006 | 2009 | 2011 | 2014 | 2016 | 2019 | 2021 | 2024 |